# Посьолек
Посьолек (пол. Posiołek) — село в Польщі, у гміні Курув Пулавського повіту Люблінського воєводства.
Населення — 15 осіб (2011).

## Демографія
Демографічна структура станом на 31 березня 2011 року:
|          | Загалом | Допрацездатний вік | Працездатний вік | Постпрацездатний вік |
| -------- | ------- | ------------------ | ---------------- | -------------------- |
| Чоловіки | 9       | 0                  | 8                | 1                    |
| Жінки    | 6       | 0                  | 2                | 4                    |
| Разом    | 15      | 0                  | 10               | 5                    |